# SCORM
SCORM (ang. Sharable Content Object Reference Model) – standard (specyfikacja) zapisu danych do e-learningu. Przedstawia sposób komunikacji pomiędzy klientem oraz serwerem. SCORM definiuje również, w jaki sposób powinny być skompresowane dane do prezentacji (format ZIP). Wykorzystuje technologię XML.

## Pakiet SCORM
SCORM oznacza Sharable Content Object Reference Model (Model referencyjny obiektu zawartości), którą można udostępniać. Jest to międzynarodowy standard dla e-kursów.
Pakiet SCORM, który można również nazywać kursem SCORM lub modułem SCORM, to plik ZIP zawierający określone treści zdefiniowane przez standard SCORM. Jest znany jako plik wymiany pakietów (PIF) i zawiera wszystkie dane niezbędne do przeniesienia treści edukacyjnych do LMS.

### Zawartość pakietu
- Plik manifest XML (imsmanifest.xml). Plik manifest zawiera opis pakietu i jego zawartości. Obowiązkowe dane, które powinien zawierać, to unikalny identyfikator, minimalne metadane opisujące pakiet i jego wersję SCORM, definicje zasobów, które zawierają listę wszystkich plików niezbędnych do uruchomienia i dostarczenia każdego zasobu oraz organizację działań edukacyjnych.
- Pliki zasobów używane przez pakiet treści („części”, które składają się na kurs) i jego działania edukacyjne.
- Pliki schematu/definiujące (XSD i DTD), które odwołują się do pliku manifestu.